# Hercus rectus
Hercus rectus là một loài tò vò trong họ Ichneumonidae.Loài này được Gupta mô tả khoa hôc đầu tiên năm 1984.